# Palomero
Palomero è un comune spagnolo di 573 abitanti situato nella comunità autonoma dell'Estremadura.